# Cecil Thiré
Cecil Thiré wł. Cecil Aldary Portocarrero Thiré (ur. 28 maja 1943 w Rio de Janeiro, zm. 9 października 2020 tamże) – brazylijski aktor filmowy, telewizyjny i teatralny.

## Biografia
Thiré urodził się w Rio de Janeiro jako jedyny syn aktorki Tôni Carrero i artysty Carlosa Arthura Thiré. Został nazwany na cześć swojego dziadka Cecila Thiré, nauczyciela matematyki w Colégio Pedro.
W wieku 17 lat uczył się aktorstwa u Adolfo Celi, a w latach 60. intensywnie pracował w teatrze.
W wieku 18 lat otrzymał swoją pierwszą pracę zawodową, jako asystent reżysera Ruya Guerry w Os Fuzis. W wieku 19 lat wyreżyserował swój pierwszy film, krótkometrażowy film Os Mendigos. W 1967 roku wyreżyserował filmy fabularne Diabo mora no sangue, a później Ibrahim do subúrbio. Jako aktor był w obsadzie ponad dwudziestu filmów, zaczynając w wieku dziewięciu lat, grając małą rolę w Tico-Tico no fubá z Tônią Carrero w roli głównej.
W telewizji występował w telenowelach, miniserialach i programach komediowych. Zadebiutował w 1967 roku w telenoweli telewizyjnej Tupiego Angústia de amar.
Zmarł 9 października 2020 roku w wieku 77 lat na chorobę Parkinsona.

## Wybrana filmografia
- 1964: Karabiny
- 1966: Kabaretki jako Marcos
- 1975: Diabeł żyje we krwi jako Indianin
- 1975: Escalada jako Pascoal Barreto
- 1976: Dwa życia jako Tomás
- 1982: Letnie słońce jako Virgílio
- 1983: Szampan jako Lúcio
- 1986: Koło ognia jako Mário Liberato
- 1987: Sassaricando jako São Sinfrônio
- 1989: Supermodelka jako Alex Kundera
- 1993: Odrodzony jako Olavo
- 1994: 74,5 nowa fala jako Alvaro
- 1995: Czworokąt jako ojciec Gentile
- 1996: Kim jesteś? jako Túlio
- 1997: Zazá jako Dorival ‘Doc’ Dumont Lourenço
- 1998: Labirynt jako Ernesto
- 2000: Chronicznie nieopłacalny jako Luís
- 2001: Majowie jako Jacob Cohen
- 2001: Tropical Dreams jako prezydent Rodrigues Alves
- 2003: Kubanacan jako senator Ramirez
- 2003: Sława jako Felipe Bastos
- 2006: Didi – poszukiwacz skarbów jako dr. Samuel Walker
- 2006: Obywatel Brazylii jako Júlio Sales
- 2006: Życie na odwrót jako Mário Carvalho